# Сапуга, Марк Андреевич
Марк Андре́евич Сапу́га (укр. Марко Андрійович Сапуга; 29 мая 2003, Львов, Украина) — украинский футболист, полузащитник львовского «Руха» и молодежной сборной Украины. Сын Андрея Сапуги.

## Клубная карьера
Родился во Львове, воспитанник местных «УФК-Карпаты», первый тренер — Олег Родин.
В сентябре 2020 года перебрался в другой львовский клуб «Рух». Сезон 2020/21 годов начал в юношеской команде клуба, а с февраля 2021 года начал привлекаться и в молодежную команду. Дебютировал за первую команду львовян 9 мая 2021 в ничейном (1:1) выездном поединке 26-го тура Премьер-лиги против «Днепра-1». Марк вышел на поле на 83-й минуте, заменив Ярослава Мартынюка.

## Карьера в сборной
В конце апреля 2019 года получил вызов в юношескую сборную Украины (U-16) для участия в товарищеском турнире Кубок развития УЕФА в Израиле, но на турнире не сыграл ни одного матча.